# Rachel Skarsten
Rachel Alice Marie Skarsten (Toronto, 1985. április 23. –) kanadai színésznő. Legismertebb szerepe "Alice"/ Elizabeth Kane a Batwoman c. sorozatból.

## Életrajz és karrier

### Korai évei
Rachel Skarsten Torontóban született, édesanyja a kanadai Mary Aileen Self Skarsten, édesapja a norvég származású Dr. Stan Skarsten. Van egy nála 6 évvel fiatalabb öccse, Jon. Gyermekkoruk óta szoros kapcsolatot ápolnak, így Rachie egyik legjobb barátjának is tartja testvérét. Rachel 9 éves volt, mikor édesapja váratlanul elhunyt hasnyálmirigyrákban.
12 éven keresztül kiemelkedő tagja volt a Királyi Táncakadémiának, 1999-ben ezt alapszinten elvégezte. Később egy táncbalesetben bokasérülést szenvedett, ezért fel kellett hagynia a tánccal, így sportolni kezdett. A jégkorongra esett a választása és a legjobbak között játszhatott versenyszerűen a női kategóriában. A torontói Leaside Wildcats kapusa volt, akikkel 2002-ben megnyerték a Torontó városi bajnokságot.
Színészkarrierje a 90'-es évek végén kezdődött, de nagy áttörést a Warner Bros. sorozata hozott számára. 17 éves korában megkapta a főszerepet a 'Birds of Prey' (Ragadozó madarak) című sorozatban, Los Angelesbe költözött, viszont a sorozat sikere után visszaköltözött szülővárosába, Torontóba, hogy befejezze tanulmányait és egyetemet végezzen. Tanulmányait az Earl Haig középiskolában végezte az osztály legjobbjai között, így Ontario Ösztöndíjat is kapott. Jelentkezését elfogadták a kanadai Queen's Universityn, szaktárgyként angol irodalmat és világtörténelmet tanult, ezekből mesterfokozatot végzett. Egyetemi évei után, barátaival 4 hónapon át tartó hátizsákos kirándulást tettek Nyugat-Európába. 2008 tavaszán visszaköltözött Los Angelesbe, hogy folytassa színészi karrierjét.

### Karrier
Ügynöke Rachel édesapjának temetésén figyelt fel a lányra, aki nem sokkal később meg is kapta első szerepét a The Famous Jett Jackson című sorozat egyik epizódjában. Ezután kisebb szerepeket kapott a Justice, Angels in the Infield és Ékszer című filmekben. 1998-1999-ben Elizabeth Lawrence karakterét alakította a Little Men című sorozatban, majd epizódszerepet kapott többek között a Játszd újra az életed!, Screech Owls és Zsaru az űrből sorozatokban is. 2002-ben a Virginia futama családi drámában Caroline Loftont alakította. Szintén 2002-ben megkapta élete első főszerepét a Birds of Prey (Ragadozó madarak) című televíziós sorozatban, ahol Dunah Lance-t, ismertebb nevén a Fekete kanárit játszotta egy éven keresztül. Ezután folytatta tanulmányait, így csak kisebb szerepeket vállalt el különböző filmekben, mint például a Szupervihar 2-ben.
2011-ben visszatért a filmek és sorozatok világába. Először Natalie Braddockot alakította az Elit egység, majd Elyse-t a Hetedik érzék c. sorozatban. 2012-ben a Fogadom c. romantikus filmben Rachel McAdams és Channing Tatum oldalán csillogtathatta meg tehetségét, majd a The L. A. Complexben, Roxanne szerepében tűnt fel. Egy rész erejéig láthattuk a Transporter: The Series, és visszatérő szereplőként A szépség és a szörnyeteg című sorozatokban is. 2013-ban szerepet kapott a Lost Girl (Elveszett lány) című, meglehetősen nagy rajongótáború sorozatban, ahol Tamsint, a Valkyrie (Valkűr)-t alakította. A sorozatot mellékszereplőként kezdte, de az évad végére főszereplővé nőtte ki magát, rengeteg rajongót tudva maga mögött. A sorozat végéig 2015-ig játszotta szerepet, de nem kellett sokat várnia egy újabb felkérésre sem. Megkapta I. Erzsébet angol királynő szerepét Az uralkodónő / Reign című sorozatban, ami a CW csatornán volt látható egészen 2017-ig. 2014-ben az In My Dreams című filmben formálta meg az egyik főszereplő, Jessa szerepét, olyan híres színészek mellett, mint Katherine McPhee, Mike Vogel vagy JoBeth Williams. 2015-ben a The Red Dressben kapta meg Patricia szerepét, valamint Anderát játszotta a Fifty Shades of Grey (A szürke ötven árnyalata) adaptációban. Az azt követő évben nem bővült új filmmel vagy sorozattal a filmográfiája. 2017-ben a Wynonna Earp című sorozatban tűnt fel Eliza Shapiroként, a Steel Bars and Stone Walls című epizódban. 2018-ban az Impostersben Poppy Langmore szerepét játszotta, valamint az Acquainted kanadai drámafilmben játszotta Claire-t.
Rachel 2018- tavaszán aláírta egy újabb szerep szerződését a DC univerzumban. A 2019 októberében debütáló Batwoman c. szuperhőssorozat fő gonosza szerepet vállalta el, mint Alice/BethKane.

## Magánélet
2020. május 12-én Instagram-fiókján bejelentette, hogy privát kereteken belül feleségül ment barátjához, Alexandre Robicquiet-hez. A pár 2015 óta ismeri egymást.

## Filmográfia
| Év   | Cím                                      | Szerep            | Megjegyzés |
| ---- | ---------------------------------------- | ----------------- | ---------- |
| 2002 | Virginia furása                          | Caroline Lofton   |            |
| 2003 | A sötétség félelme                       | Heather Fontine   |            |
| 2007 | Jack Brooks: Monster Slayer              | Eve               |            |
| 2007 | Amerikai Pite: Present of the Beta house | Sharon            |            |
| 2011 | Szolgaság                                | Alex              |            |
| 2012 | Two hands to mouth                       | Leah Whitefield   |            |
| 2014 | Álmaimban                                | Jessa             |            |
| 2015 | Szürke ötven árnyalata                   | Andrea            |            |
| 2017 | Molly's game                             | Leah              |            |
| 2018 | Acquainted                               | Claire            | Utómunka   |
| 2019 | Timeless Love                            | Megan Murphy      |            |
| 2020 | For Love                                 | Charlotte Dumaine |            |

| Év              | Cím                                   | Szerep                     | Megjegyzések                           |
| --------------- | ------------------------------------- | -------------------------- | -------------------------------------- |
| 1998            | The Famous Jett Jackson               | Micky Twitty               | "Wootle-muck-a-heey" epizód            |
| 1998-99         | Little Man                            | Elizabeth "Bess" Lawrence  | Főszerep                               |
| 1999            | Justice                               | Actress                    | Tv-film                                |
| 2000            | Angels in infield                     | Brigitte                   | TV-film                                |
| 2000            | Twice in lifetime                     | Julie Adams                | Curveball epizód                       |
| 2001            | Jewel                                 | Raylene Hilburn            | Tv-film                                |
| 2001            | Screech Owls                          | Suki Sutherland            | "The Star is gone" epizód              |
| 2002            | POV Sports on CBC                     | önmaga                     | Science of Sports Hots                 |
| Tracker         | Jamie Swenson/Lontoria                | "The miracle" epizód       |                                        |
| 2002-2003       | Birds of Prey (Ragadozó madarak)      | Dinah Lance(Fekete Kanári) | Főszerep                               |
| 2003            | Missing                               | Brittney Moore             | "Basic training" epizód                |
| 2005            | Catehory 7: The end of the world      | Lyra Duffy                 | Mini sorozat                           |
| 2010            | Made.. The movie                      | Andi                       | Tv film                                |
| 2011            | Awakening                             | Leila                      | Tv-film                                |
| 2011            | Flashpoint                            | Natalie Braddock           | 4 epizód                               |
| 2011-2012       | The listener                          | Elyse                      | 3 epizód                               |
| 2012            | The L.A. complex                      | Roxanne                    | 3 epizód                               |
| 2012            | Transporter: The series               | Delia                      | "The general's daugther" epizód        |
| 2012            | Beauty & the beast                    | Brooke                     | "Worth and Bridesmaid up" epizód       |
| 2013-2015       | Elveszett lány                        | Tamsin                     | Mellék/főszerep                        |
| 2013            | Elveszett lány: Egy este a klubházban | Saját maga                 | Tv-film                                |
| 2014            | Álmaimban                             | Jessa                      | Tv-film                                |
| 2015-2017       | Az uralkodónő                         | I. Erzsébet                | Vendégszerep(2.évad) Főszerep(3-4évad) |
| 2015            | The Red dress                         | Patrícia                   | Főszerep                               |
| 2017            | Wyonna Earp                           | Eliza Shapiro              | Episode: "Steel Bars and Stone Walls"  |
| 2017            | Marry Me At Crhristmas                | Madeline Krug              | TV-film                                |
| 2018            | Imposters                             | Poppy Langmore             | cameo                                  |
| 2019-napjainkig | Batwoman                              | Alice/Beth Kane            | Főszerep                               |
| 2020            | Nurses                                | Lily Dawson                | 1.évad 10.rész mellékszereplő          |

## Érdekességek
- Elvégzett egy művészeti kurzust a köztiszteletben álló Claude Watson Művészeti Iskolában, amelynek keretein belül csellózni tanult és művészeti tudását is bővítette.
- Édesapja norvég származása okán folyékonyan beszél norvégul.
- Képzett vízimentő, a vízben érzi a legkényelmesebben magát, emiatt különösen szeret Santa Monicán az óceán mellett lakni